# Rafaël (voornaam)
Rafaël of Raphaël is een jongensnaam, die zijn oorsprong vindt in het Hebreeuws. Het betekent “God heeft genezen”. Raph (genezer), Eil (God). Naamvarianten zijn Raf, Raphaël, Rafaela, Rafal, Raffaelo. De naam werd achtereenvolgens populair in Frankrijk, Duitsland, Spanje, Italië en Portugal. De bekendste naamdrager is de kunstschilder Rafaël.

## Rafaël in de bijbel
De naam komt eenmaal voor in het Oude Testament in het boek 1 Kronieken 26:7. Verder is het de naam van een van de aartsengelen, zoals beschreven in het boek Tobit. 

## Naamdag
- 29 september: de aartsengelen Michaël, Rafaël en Gabriël